# Sankt Nikolaj Sogn (Vejle Kommune)

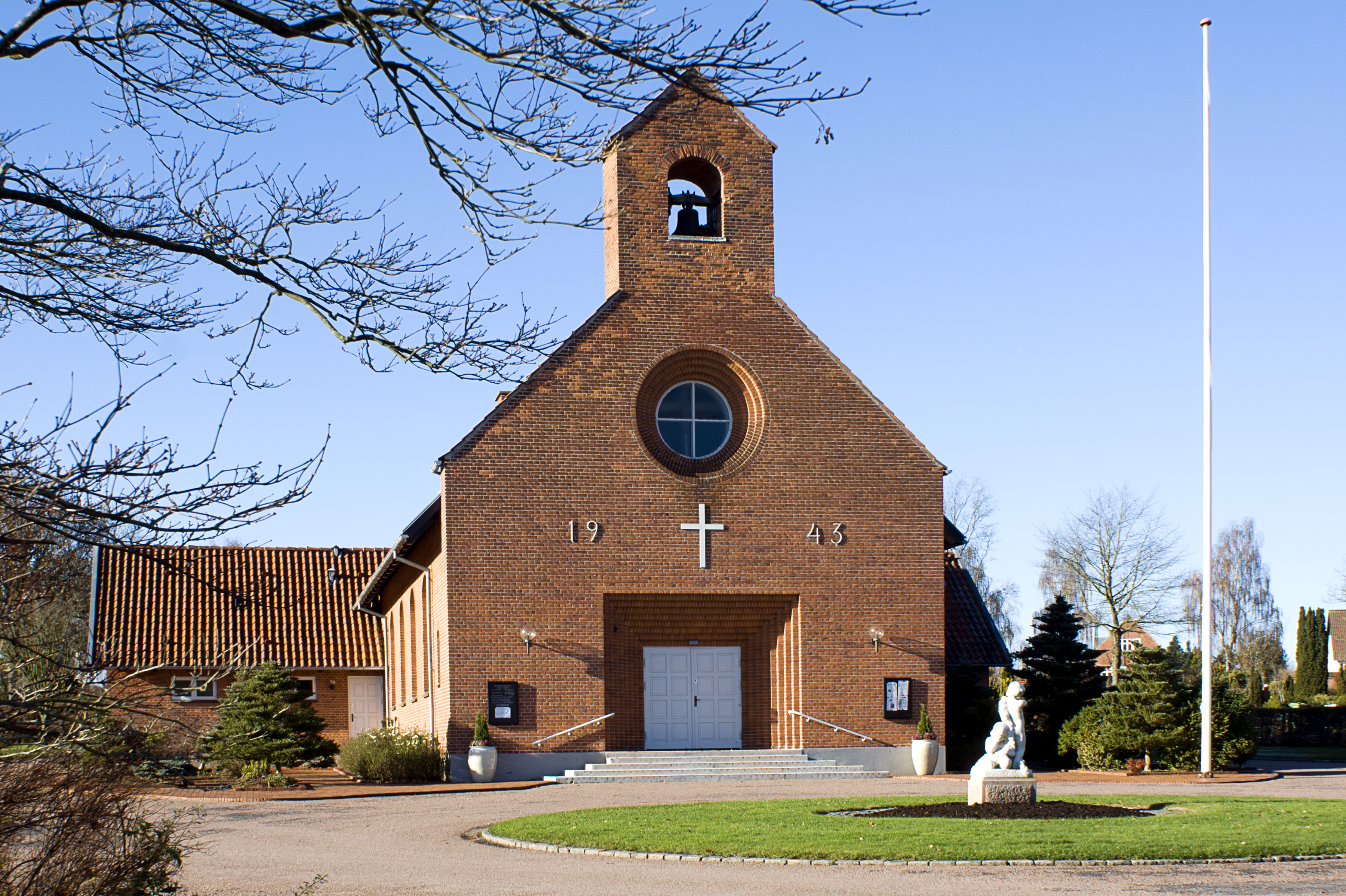
Søndermarkskirken

Sankt Nikolaj Sogn ist eine Kirchspielsgemeinde (dän.: Sogn) im südlichen Dänemark. Bis 1970 gehörte sie zur Harde Nørvang Herred im damaligen Vejle Amt, danach zur Vejle Kommune im erweiterten Vejle Amt, die im Zuge der  Kommunalreform zum 1. Januar 2007 in der „neuen“  Vejle Kommune in der Region Syddanmark aufgegangen ist.

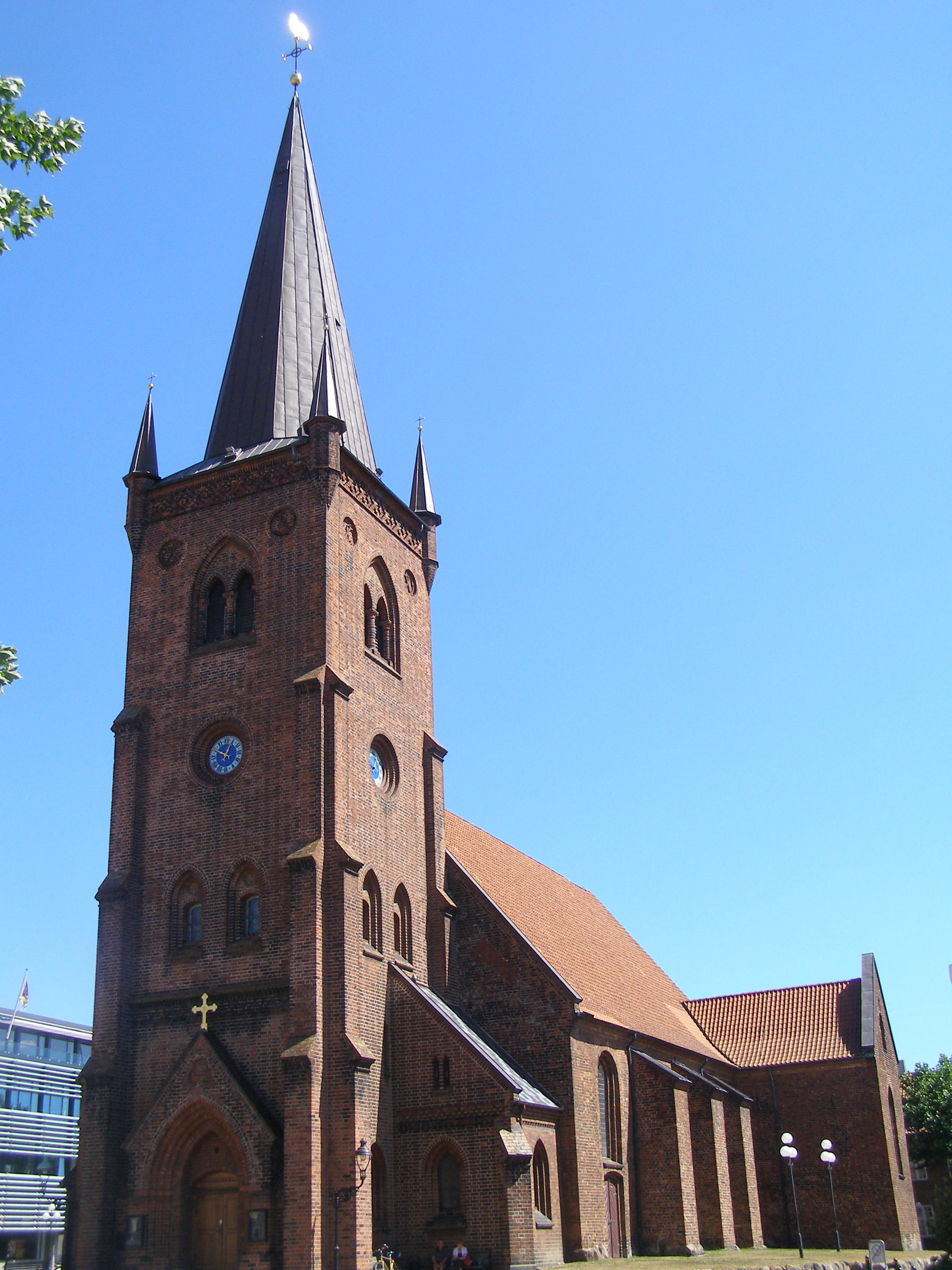
Sankt Nikolaj Kirke

Von den 61.310 Einwohnern von Vejle  leben 13.074 im Kirchspiel Sankt Nikolaj (Stand:1. Januar 2023). Im Kirchspiel liegen die Kirchen „Sankt Nikolaj Kirke“,  „Løget Kirke“ und „Søndermarkskirken“.
Nachbargemeinden sind im Norden Sankt Johannes Sogn und Vor Frelsers Sogn, im Osten Mølholm Sogn und Vinding Sogn, im Süden Skærup Sogn, im Südwesten Højen Sogn und im Westen Skibet Sogn.